# Hans Marko
Hans Alex Marko (* 24. Februar 1925 in Kronstadt, Königreich Rumänien; † 12. September 2017 in Gräfelfing) war ein deutscher Ingenieur der Nachrichtentechnik und Hochschullehrer an der Technischen Universität München.

## Leben
Hans Marko wuchs in Siebenbürgen auf und legte 1943 am Honterus-Gymnasium in seiner Heimatstadt das Abitur ab. Er studierte von 1946 bis 1951 Nachrichtentechnik an der TH Stuttgart und promovierte dort 1953 bei Richard Feldtkeller. Er arbeitete danach als Entwicklungsingenieur und später als Abteilungsleiter bei der Standard Elektrik Lorenz AG und entwickelte dort eines der ersten Pulscodemodulations-Systeme Deutschlands. Nebenher hielt er Vorlesungen an den Hochschulen Stuttgart und Karlsruhe. 1961 verfasste er seine Habilitationsschrift über die Ausnutzung von Telegrafiekanälen zur Informationsübertragung.
Im Jahr 1962 wurde Hans Marko Nachfolger von Hans Piloty als Inhaber des Lehrstuhls für Nachrichtentechnik an der TH München. Er wirkte bis zu seiner Emeritierung im Jahre 1993 erfolgreich in Lehre und Forschung. Er betreute 9 Habilitationen und 75 Promotionen.
Die von ihm und seinem Institut bearbeiteten Wissenschaftsgebiete umfassten unter anderem:
- Anwendung der Systemtheorie in technischen, biologischen und kybernetischen Systemen und deren mehrdimensionale Erweiterung für die Bildverarbeitung und Mustererkennung
- Weiterentwicklung der Shannonschen Informationstheorie zur bidirektional-orientierten Kommunikationstheorie
- Theoretische Untersuchungen und praktische Realisierungen von hochratigen digitalen Übertragungssystemen über Kabel und Glasfaser.

Hans Marko war Inhaber zahlreicher Patente, Autor mehrerer Bücher sowie mehr als hundert Veröffentlichungen. Er war zweimal verheiratet und hatte drei Kinder.

## Mitgliedschaften
- Gründungsmitglied der Academia Scientiarium et Artium Europaea in Salzburg[5]

## Ehrungen
- Ernennung zum IEEE Fellow des Institute of Electrical and Electronics Engineers (1978)[6]
- Gastprofessuren an den Universitäten Delft, Los Angeles, Tokio, Kapstadt, St. Petersburg und Moskau
- Karl-Küpfmüller-Preis der Informationstechnischen Gesellschaft im VDE (1984)
- Ehrendoktorwürde der TH Darmstadt (1985)[7]
- Verdienstkreuz der Bundesrepublik Deutschland (1994)[2]
- Siebenbürgisch-Sächsischer Kulturpreis (1995)[3]

## Veröffentlichungen
- Theorie linearer Zweipole, Vierpole und Mehrtore (= Monographien der elektrischen Nachrichtentechnik. Band 27). Hirzel, Stuttgart 1971, ISBN 3-7776-0232-9.
- Methoden der Systemtheorie – Die Spektraltransformationen und ihre Anwendungen (= Nachrichtentechnik. Band 1). 2., bearbeitete und ergänzte Auflage. Springer-Verlag, Berlin/Heidelberg 1986, ISBN 3-540-11457-2, urn:nbn:de:1111-20120630139 (korrigierter Nachdruck; Fortsetzung: Systemtheorie [1995]).
- Systemtheorie – Methoden und Anwendungen für ein- und mehrdimensionale Systeme (= Information und Kommunikation). 3. Auflage. Springer-Verlag, Berlin/Heidelberg 1995, ISBN 3-540-58232-0.
- mit Wolfgang Kaiser: Two-Way Cable Television – Experiences with Pilot Projects in North America, Japan, and Europe. Springer-Verlag, Berlin/Heidelberg/New York 1977, ISBN 3-540-08498-3, urn:nbn:de:1111-201111012100 (englisch, deutsch).
- mit Günter Söder, Karlheinz Tröndle: Digitale Übertragungssysteme (= Nachrichtentechnik. Band 14). Springer-Verlag, Berlin/Heidelberg 1984, ISBN 3-540-13812-9, urn:nbn:de:1111-201204012333.
- mit Raimund Lücker: Grundlagen digitaler Filter (= Nachrichtentechnik. Band 7). 2., überarbeitete und erweiterte Auflage. Springer-Verlag, Berlin/Heidelberg 1985, ISBN 3-540-15064-1.
- mit Gert Hauske: Processing Structures for Perception and Action (= Sonderforschungsbereiche). Wiley-VCH Verlag, Weinheim/Basel 1988, ISBN 3-527-27705-6 (englisch).
- mit Siegfried Geckeler: Lichtwellenleiter für die optische Nachrichtenübertragung (= Nachrichtentechnik. Band 16). 3. Auflage. Springer-Verlag, Berlin/Heidelberg 1989, ISBN 3-540-51727-8.